# Rochovica (vrch)

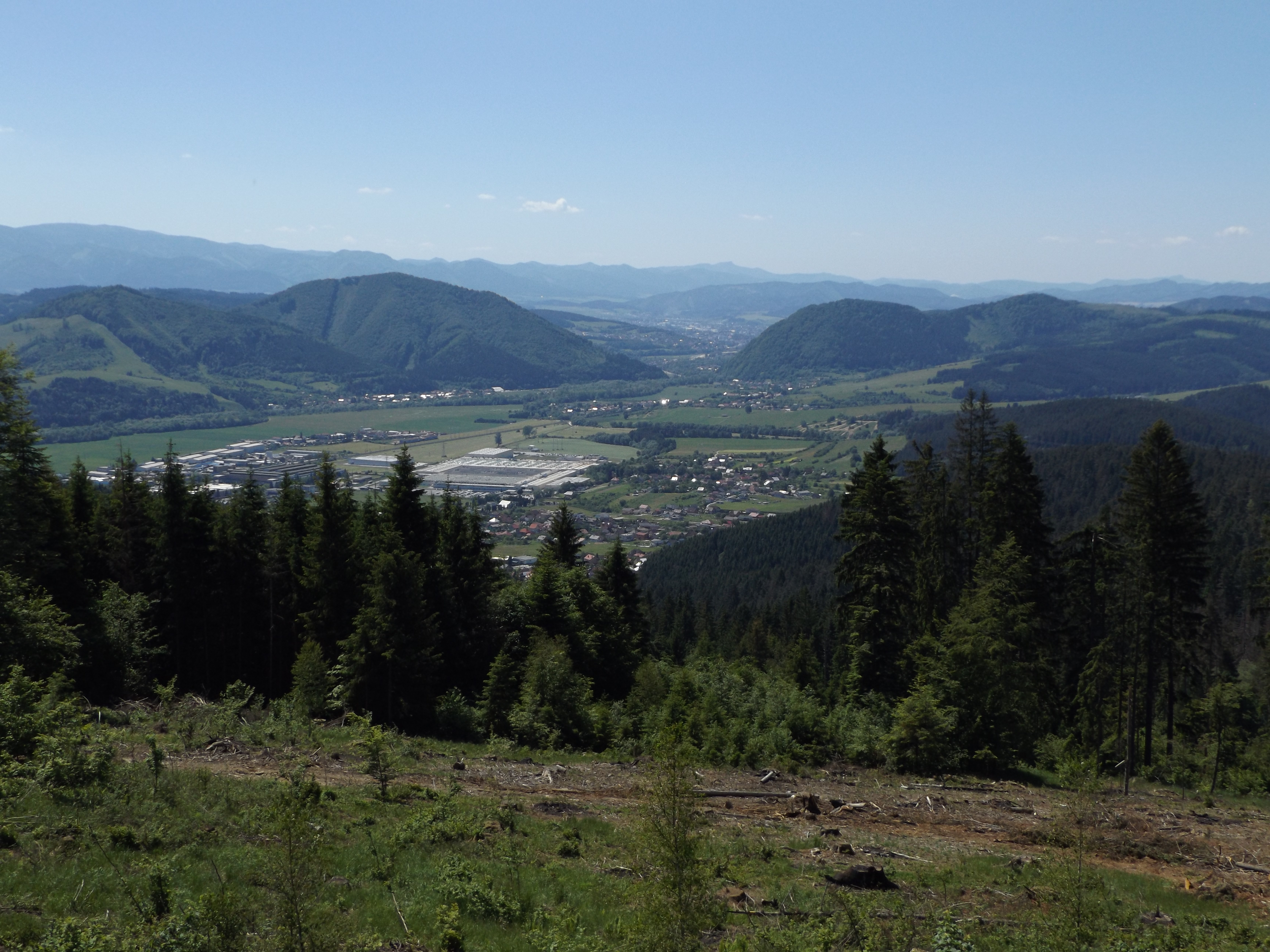
Rochovica tvoří pravou (západní) část Kysucké brány

Rochovica (639,6 m n. m.) je vrchol na západním okraji Kysucké vrchoviny. Tvoří západní část Kysucké brány.  Velká část vrchu patří do přírodní rezervace Rochovica.

## Polohopis
Vrchol leží v západní, za řeku Kysuca vybíhající části pohoří, v geomorfologickém podcelku Kysucké bradla.  Nachází se na hranici okresů Kysucké Nové Město a Žilina, v katastru obcí Rudinka a Vranie. Je východnějším z dvojvrší, situován na pravém (západním) břehu řeky, nakolik západním směrem leží o něco vyšší, sedlem oddělený (v mapách nepojmenovaný) vrch. Rochovica s na druhém břehu řeky ležící Brodniankou (720 m n. m.) tvoří Kysuckou bránu. 
Celý masiv je pokryt hustým porostem, který znemožňuje výhledy. Strategická poloha lokality lákala lidi už v pozdní době kamenné (před 4000 lety), což potvrdily archeologické nálezy ze sídliště na temeni Rochovice. Lid púchovské kultury zde vybudoval opevněný hrádek, který chránil val. Osada z této doby (400 před Kr. až 0) se nacházela na území současné městské části Vranie. 

## Přístup
I když na vrchol Rochovice nevede značená trasa, přímo na úpatí leží obce Rudinka a Vranie. Z nich vedou na vrchol neznačené chodníky.